# Deserto de Baiuda
Baiuda (em árabe: بيوضة; romaniz.: Bayuda) é um deserto localizado ao norte de Cartum, no Sudão, e ao sul do Deserto da Núbia.